# Vlajka Saratovské oblasti

Vlajka Saratovské oblasti
Poměr stran: 2:3

Vlajka Saratovské oblasti, jedné z oblastí Ruské federace, je tvořena listem o poměru stran 2:3, se dvěma vodorovnými pruhy, bílým a červeným, v poměru šířek 2:1. Uprostřed bílého pruhu je umístěn znak Saratovské oblasti, lemovaný věncem z dubových a vavřínových větévek a klasů a svázaných zlatou stuhou, jehož šířka je 1/4 délky vlajky.

## Historie
Saratovská oblast vznikla 10. ledna 1934 jako Saratovský kraj, který byl 5. prosince 1936 přejmenován na oblast. V sovětské éře oblast neužívala žádnou vlajku. Po volbách gubernátora, které se konaly 1. září 1996, a ve kterých zvítězil Dmitrij Fjodorovič Ajackov, tento již 6. září schválil, svým usnesením č. 710, oblastní zákon „O znaku a vlajce Saratovské oblasti”, který oblastní duma přijala o den dříve usnesením č. 30-445. Zákon vstoupil v platnost 7. září 1996 otištěním v novinách Saratovskie vesti. Oficiální nástup nového gubernátora do úřadu tak proběhl pod ruskou vlajkou a novou vlajkou oblasti.

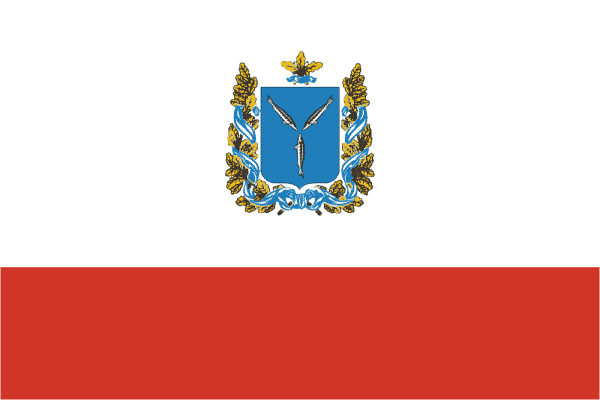
Vlajka Saratovské oblasti (1996–2000) Poměr stran: 2:3

8. června 2001 byl v novinách Saratov – stolica Povolžja č. 104 (287) oficiálně publikován zákon č. 24-ZSO „O provedení změn a doplňkú do zákona Saratovské oblasti ‚O znaku a vlajce Saratovské oblasti’”, který schválila 23. května 2001 oblastní duma a 28. května podepsal gubernátor Dmitrij Fjodorovič Ajackov. Tímto byl změněn oblastní znak a tím i vlajka Saratovské oblasti.
Do heraldického registru však vlajka nebyla zanesena, problematickým se stal věnec kolem znaku (na samostatném znaku byl odstraněn). Bylo vypracováno šest nových variant, 16. března 2007 vybrala heraldická komise návrh Jurije A. Sofronova – bílý list s modrým, vlnitým pruhem při dolním okraji (se šířkou o ¼ šířky vlajky a symbolizující řeku Volhu), se znakem uprostřed bílého pruhu a 30 malými bílo-modrými vlnkami kolem něj (symbolizující malé řeky oblasti). Vlajka nebyla přijata, po jistou dobu však byla vyobrazena na webových stránkách oblastní vlády. (není obrázek)

### ASSR Povolžských Němců
Saratovská oblast zaujímá také území někdejší ASSR Povolžských Němců (1918–1941).

Vlajka ASSR Povolžských Němců (1918–1941) Poměr stran: 1:2

## Vlajka gubernátora Saratovské oblasti

Vlajka gubernátora Saratovské oblasti Poměr stran: 1:1

## Vlajky rajónů Saratovské oblasti
Saratovská oblast se člení na dvě města oblastního významu (Saratov a Šichany), jedno uzavřené město (Světlyj), 38 rajónů a obec Michajlovskij (bývalé uzavřené město, poté nezařazené do žádného rajónu).
Města

Saratov Poměr stran: 2:3
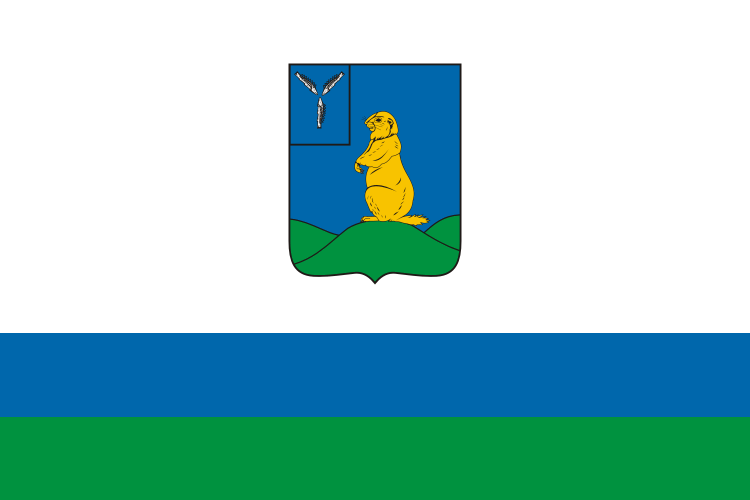
Šichany Poměr stran: 2:3
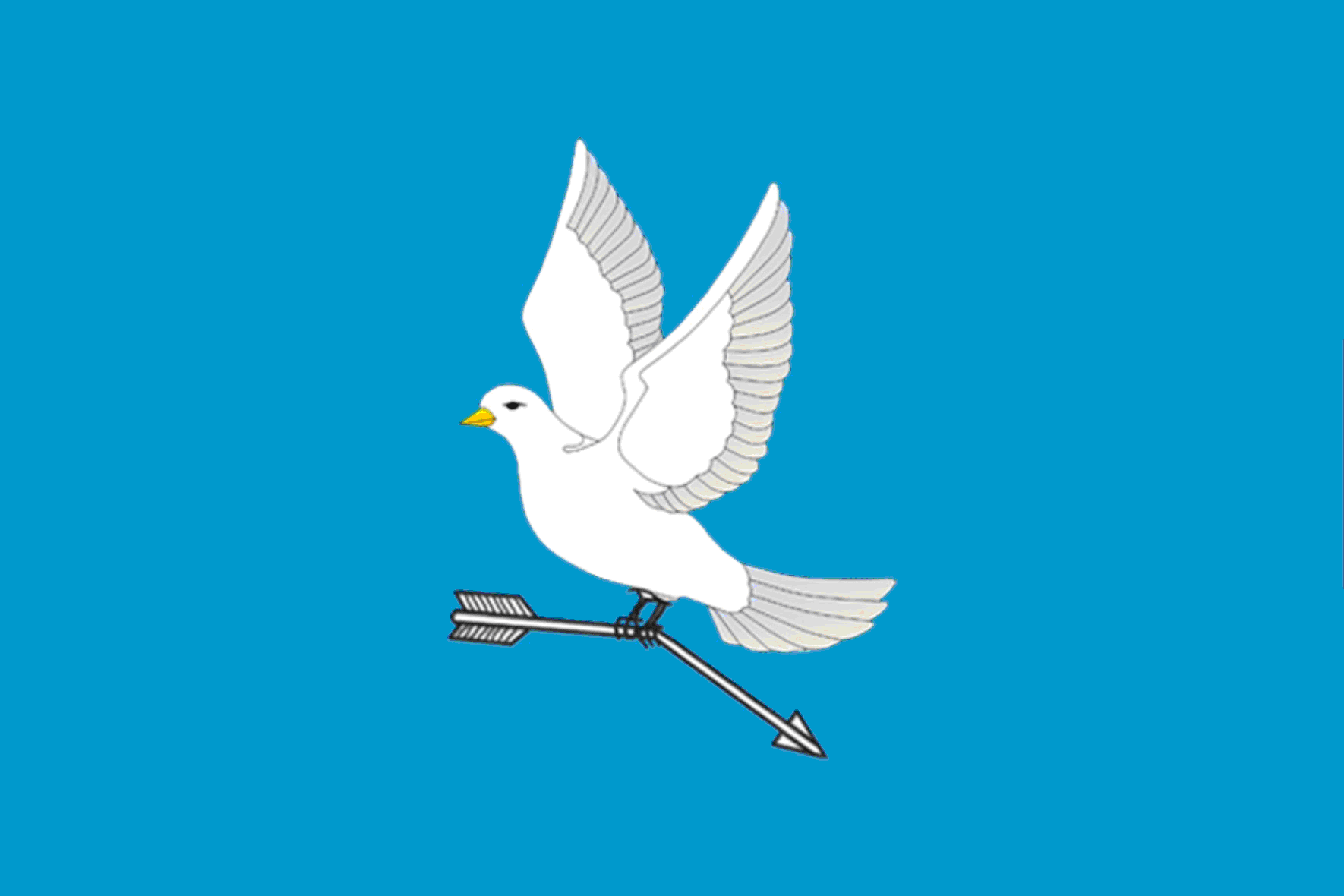
Michajlovskij Poměr stran: 2:3
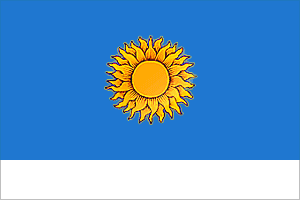
Světlyj Poměr stran: 2:3

Rajóny
Seznam vlajek rajónů není kompletní.

Atkarský rajón Poměr stran: 2:3
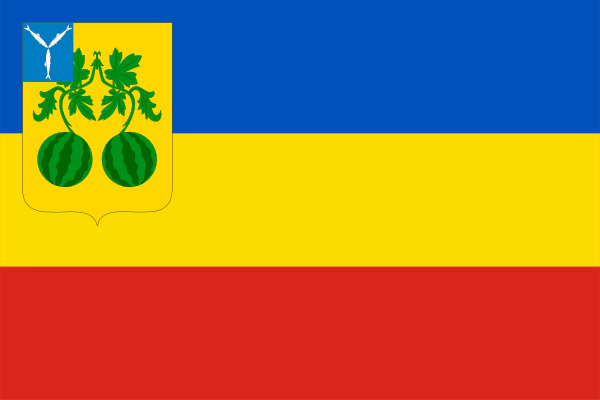
Balašovský rajón Poměr stran: 2:3
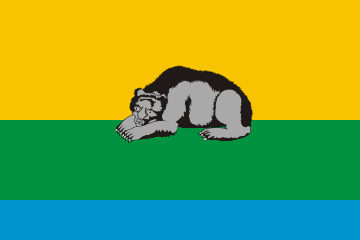
Volský rajón Poměr stran: 2:3
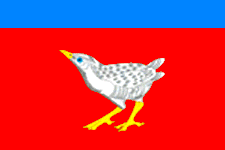
Dergačovský rajón Poměr stran: 2:3
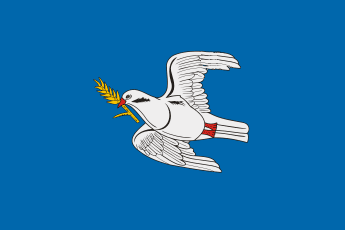
Duchovnický rajón Poměr stran: 2:3
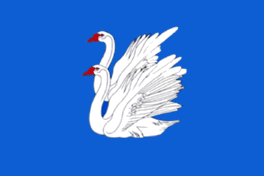
Kalininský rajón Poměr stran: 2:3
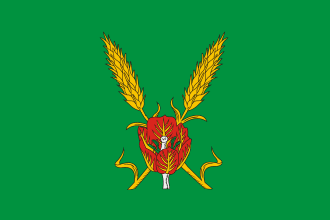
Krasnokutský rajón Poměr stran: 2:3
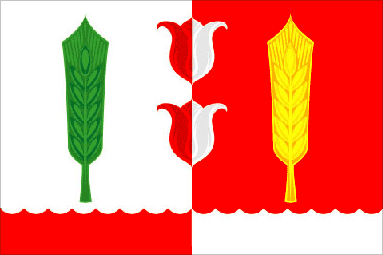
Krasnopartizánský rajón Poměr stran: 2:3
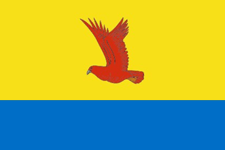
Ozinský rajón Poměr stran: 2:3
Petrovský rajón Poměr stran: 2:3
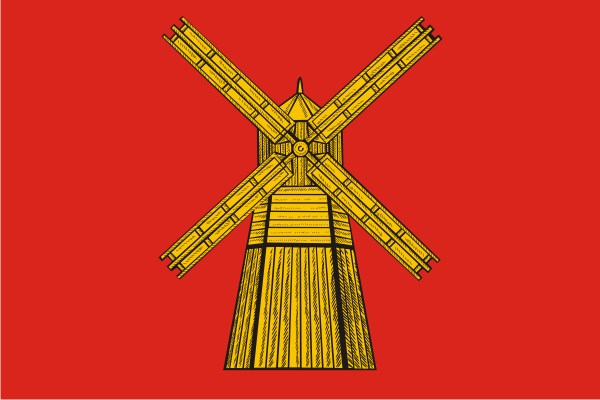
Piterský rajón Poměr stran: 2:3
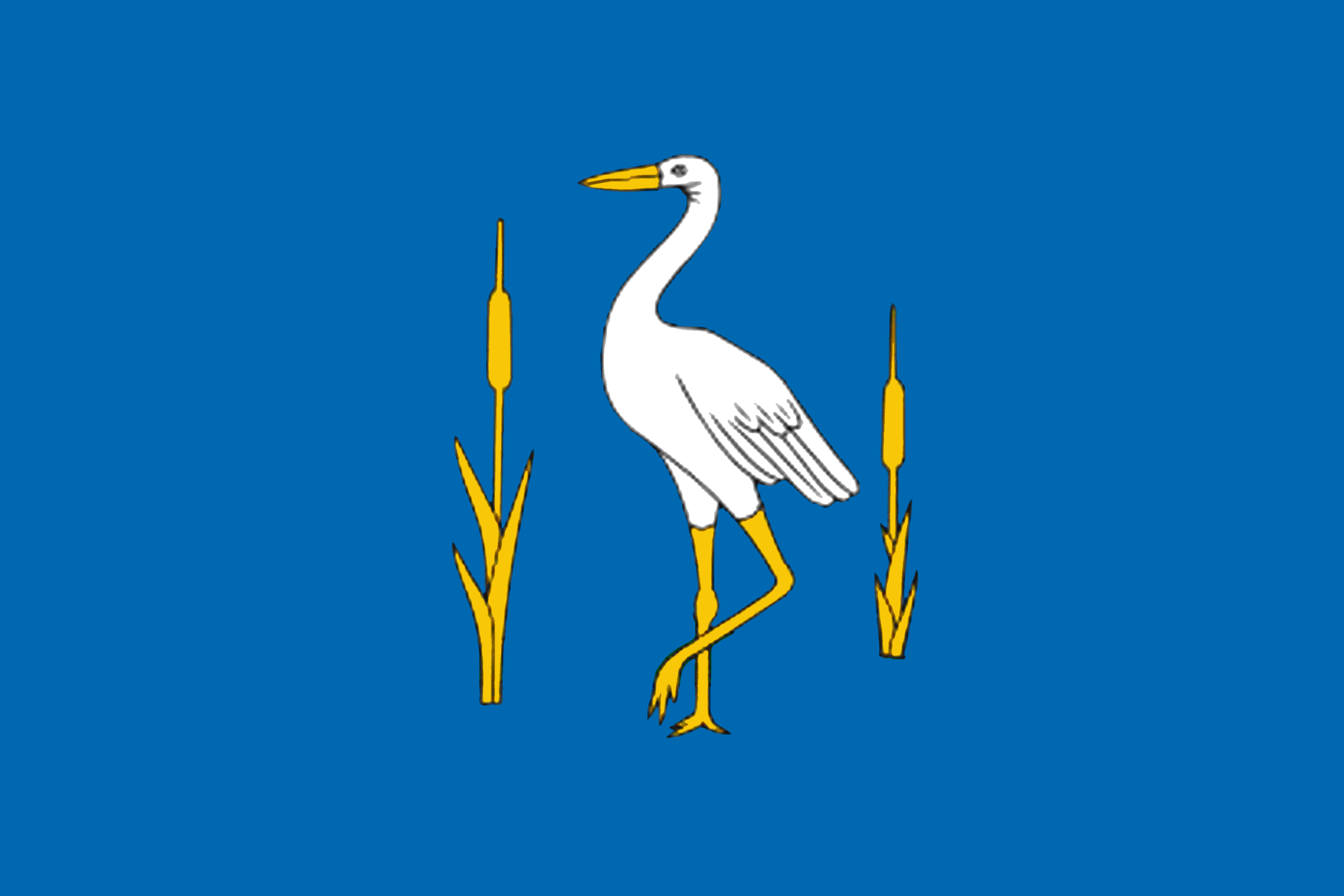
Romanovský rajón Poměr stran: 2:3
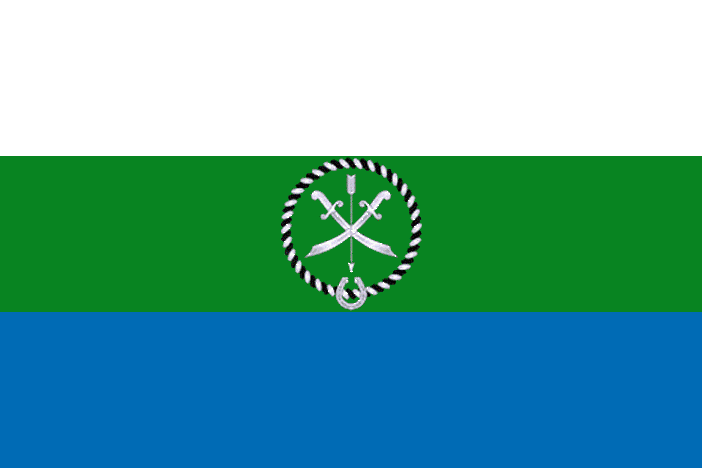
Rtiščevský rajón Poměr stran: 2:3
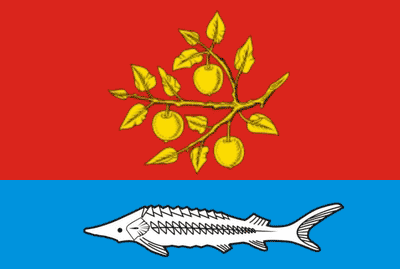
Saratovský rajón Poměr stran: 2:3
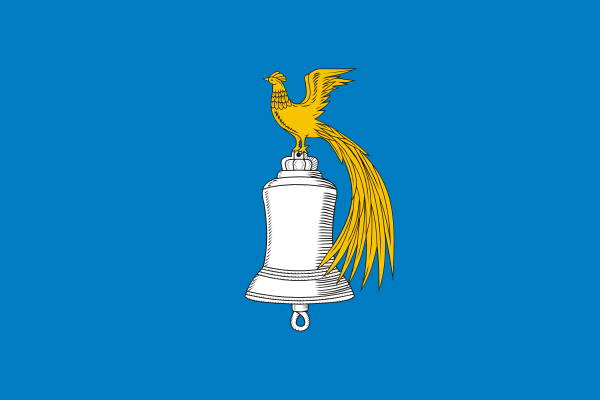
Tatiščevský rajón Poměr stran: 2:3
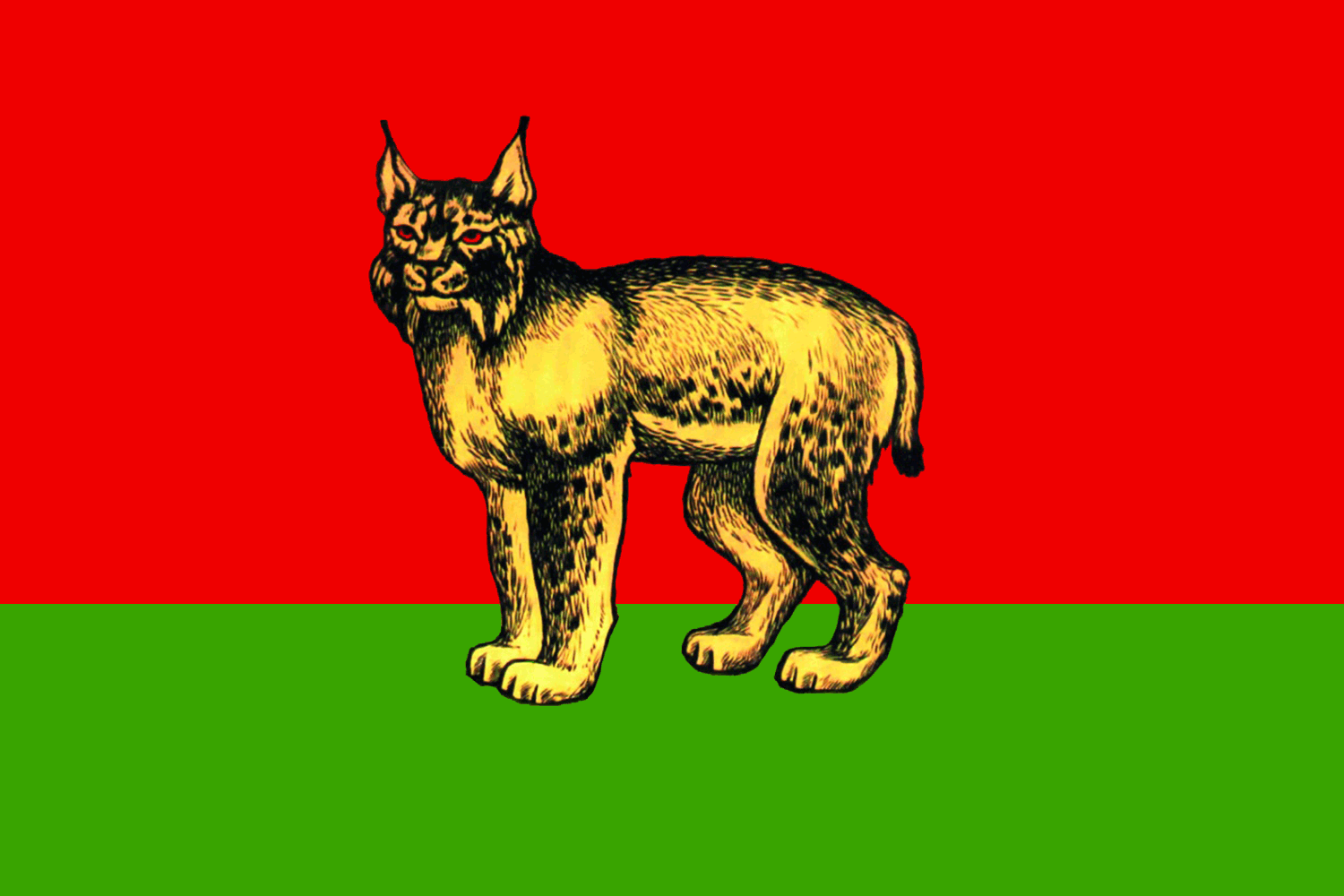
Turkovský rajón Poměr stran: 2:3
Engelský rajón Poměr stran: 2:3